# Detritivora cleonus
Espèce
Detritivora cleonus est un insecte lépidoptère appartenant à la famille  des Riodinidae et au genre Detritivora.

## Taxonomie
Detritivora cleonus a été décrit par Caspar Stoll en 1782 sous le nom de Papilio cleonus.

## Écologie et distribution
Detritivora cleonus réside en Guyane, en Guyana, au Surinam et dans l'est du Venezuela.

### Protection
Pas de statut de protection particulier.